# Росава (ансамбль)
Анса́мбль наро́дної му́зики «Роса́ва» — музичний колектив, що існує при Черкаській обласній філармонії. Керівник — лавреат Міжнародних фестивалів, заслужений артист України, віртуоз-виконавець гри на народних музичних інструментах Микола Петрина.
Колектив створений в 1983 році. За час свого існування в ньому працювали:
- Раїса Кириченко — народна артистка України, за створення концертних програм в 1983–1985 роках присвоєно звання лавреата Державної премії імені Тараса Шевченка
- О. Павловська — народна артистка України
- Т. Халаш — заслужена артистка України
- Є. Крикун — заслужена артистка України
- вокальний дует Діана та Василь Матющенки — заслужені працівники культури України

На сьогодні солісткою ансамблю є Олена Варич, артистом розмовного жанру є лавреат Всесоюзного конкурсу артистів естради (1989) та Республіканського конкурсу артистів Микола Мельник.
До репертуару ансамблю входять українські народні пісні та твори сучасних українських композиторів, різні інструментальні твори, в основі яких обробки народних мелодій з регіонів України та Молдови. Колектив тісно співпрацює з сучасними композиторами І. Сльотою та М. Збарацьким. Свої гастролі ансамбль проводив в усіх областях України, був у Молдові та на Кубані (Росія).